# Квартаја (Сијена)
Квартаја је насеље у Италији у округу Сијена, региону Тоскана.
Према процени из 2011. у насељу је живело 487 становника. Насеље се налази на надморској висини од 258 м.